# الاختلافات النصية في سفر رؤيا يوحنا اللاهوتي
الاختلافات النصية في سفر رؤيا يوحنا اللاهوتي (بالإنجليزية: Textual variants in the Book of Revelation ) هي موضوع دراسة الاختلافات النصية في المخطوطات او ترجمات عندما يقوم الناسخ بإجراء تحريفات متعمدة أو غير مقصودة في مخطوطة على النص الذي يتم إعادة إنتاجه او ترجمته وترد في هذه المقالة أدناه قائمة مختصرة من المتغيرات النصية في هذا الكتاب بالذات.

## الاختلافات النصية الموجودة
'نِعْمَةُ رَبِّنَا يَسُوعَ الْمَسِيحِ مَعَ جَمِيعِكُمْ. آمِينَ. (رؤيا 22: 21) التراجم العربية التي كتبت{الْمَسِيحِ} 'الفانديك'' ,''الحياة' التراجم العربية التي حذفت {الْمَسِيحِ} ''المشتركة'' 'البولسية'' ''الكاثوليكية'' ''المبسطة'' ''اليسوعية'' ''السارة'' ''الشريف'' المخطوطات, غير موجودة في المخطوطات السينائية ومخطوطات الاسكندرية
ثُمَّ أُعْطِيتُ قَصَبَةً شِبْهَ عَصاً، وَوَقَفَ الْمَلاَكُ قَائِلاً لِي: «قُمْ وَقِسْ هَيْكَلَ اللهِ وَالْمَذْبَحَ وَالسَّاجِدِينَ فِيهِ (رؤيا 11: 1) التراجم العربية التي كتبته 'الفانديك'' التراجم العربية التي حذفته ''الحياة'''المشتركة' 'البولسية'' ''الكاثوليكية''''اليسوعية'' ''المبسطة'' ''السارة'' ''الشريف'' ''النسخة الأرثوذكسية' المخطوطات, غير موجودة في مخطوطات لاسكندرية من القرن الخامس والفلجاتا والصعيدي والسينائية من القرن الرابع والكثير من المخطوطات البيزنطية
قَائِلِينَ: «نَشْكُرُكَ أَيُّهَا الرَّبُّ الْإِلَهُ الْقَادِرُ عَلَى كُلِّ شَيْءٍ، الْكَائِنُ وَالَّذِي كَانَ وَالَّذِي يَأْتِي، لأَنَّكَ أَخَذْتَ قُدْرَتَكَ الْعَظِيمَةَ وَمَلَكْتَ ( رؤيا 11: 17) التراجم العربية التي كتبته 'الفانديك'' تراجم العربية التي حذفته ''الحياة' ''المشتركة'' 'البولسية'' ''الكاثوليكية'' ''اليسوعية'' ''المبسطة'' ''السارة'' المخطوطات, غير موجودة في المخطوطات الإسكندرية من والافرايمية وبعض مخطوطات البيزنطي والترجمة القبطي الصعيدي اقدم مخطوطة قبطية وبعض مخطوطات اللاتينية القديمة وبعض مخطوطات الفلجاتا
«أنا الألف والياء» البداية والنهاية. هذا يقوله الرب الإله الكائن والذي كان والذي سيأتي، القادر على كل شيء. ( رؤيا 8:1) التراجم العربية التي حذفت (الاله) 'الفانديك' التراجم العربية التي كتبته ''الحياة'' ''اليسوعية'' ''النسخة الأرثوذكسية'' المخطوطات التي كتبت (الاله) الاسكندرية والفاتيكانية ومخطوطات يونانية والفلجاتا

### الاختلاف في محتوى النص
ثم نظرت وسمعت (ملاكا/نسرا) طائرا في وسط السماء قائلا بصوت عظيم ويل ويل ويل للساكنين على الارض من اجل بقية اصوات ابواق الثلاثة الملائكة المزمعين ان يبوقوا ( رؤيا 8: 13 ) التراجم العربية التي كتبت (ملاك) 'الفانديك' تراجم العربية التي كتبت (نسر) ''الحياة' ''السارة'' ''اليسوعية' ''المبسطة'' ''المشتركة'' ''الكاثوليكية'' '' البولسية ''النسخة الأرثوذكسية'' المخطوطات التي كتبت (نسر) السينائية والاسكندرية والفلجاتا والاثيوبية
لأَنَّهُ قَدْ جَاءَ يَوْمُ (غَضَبِهِ/غضبهما) الْعَظِيمُ. وَمَنْ يَسْتَطِيعُ الْوُقُوفَ؟» ( رؤيا 6: 17) التراجم العربية التي كتبت (غَضَبِهِ) 'الفانديك'' ''الحياة'' تراجم العربية التي كتبت (غضبهما) ''السارة'' ''اليسوعية'' ''المشتركة'' ''الكاثوليكية'' ''البولسية'' المخطوطات التي كتبت (غضبهما) السينائية والافرايمية وبعض مخطوطات الخط الصغير وبعض مخطوطات الفلجاتا
"وَكَانَ الْجَالِسُ فِي الْمَنْظَرِ شِبْهَ حَجَرِ الْيَشْبِ وَالْعَقِيقِ، وَقَوْسُ قُزَحَ (وكهنة حول العرش يبدون كالزمرد/حول العرش في المنظر شبه الزمرد)." (رؤيا 4: 3 ) بعض مخطوطات كتبت ( وكهنة حول العرش يبدون كالزمرد )